# 黄冠啄木鸟
黄冠啄木鸟（学名：Picus chlorolophus）为啄木鸟科绿啄木鸟属的鸟类。该物种的模式产地在孟加拉国。

## 亚种
- 黄冠啄木鸟云南亚种（学名：Picus chlorolophus chlorolophoides）。在中国大陆，分布于云南等地。该物种的模式产地在泰国。[3]
- 黄冠啄木鸟福建亚种（学名：Picus chlorolophus citrinocristatus）。在中国大陆，分布于福建等地。该物种的模式产地在福建。[4]
- 黄冠啄木鸟海南亚种（学名：Picus chlorolophus longipennis）。在中国大陆，分布于海南等地。该物种的模式产地在海南。[5]